# Leporinus badueli
Leporinus badueli är en fiskart som beskrevs av Puyo, 1948. Leporinus badueli ingår i släktet Leporinus och familjen Anostomidae. Inga underarter finns listade i Catalogue of Life.